# Micropsectra lindebergi
Micropsectra lindebergi е вид насекомо от разред Двукрили (Diptera), семейство Хирономидни (Chironomidae). Видът е възпроизвеждан в Швеция.